# Allium schubertii
Allium shubertii Zucc. è una pianta appartenente alla famiglia delle Amaryllidaceae, rinomato per la sua fioritura.

## Descrizione
Pianta perenne che cresce da un bulbo sotterraneo, che produce foglie di un verde brillante in primavera. 
Cresce fino a 50 cm e vive intorno ai 2-5 anni. L'infiorescenza è costituita da una serie (50 o più) fiori fertili brevi e fiori sterili lunghi (il globo così formato può anche raggiungere i 30 cm di diametro). Le colorazioni delle varie cultivar vanno dal verde al rosa.

## Distribuzione e habitat
Allium schubertii è endemico in Israele, Siria, Libano e Turchia, ma è coltivato e apprezzato in tutta Europa come pianta ornamentale.